# Robert-François d'Aché de Serquigny
Pour les articles homonymes, voir Aché.
Robert François d'Aché, vicomte, né le 24 décembre 1758 à Marbeuf (généralité d'Alençon), mort le 8 septembre 1809 à Luc-sur-Mer (Calvados), est d'abord un jeune officier de la marine royale française avant de devenir un acteur de la chouannerie normande.

## Biographie
Il est le fils de François Placide vicomte d'Aché (1706-1778) et de Louise Marguerite du Chesne.
Il se marie à Brest, le 28 décembre 1778, avec Jeanne Louise de Roquefeuil, locataire avérée du château de Pressagny-l'Orgueilleux.
Il a d'elle deux filles nées à Brest, Louise Renée, le 11 octobre 1779 († 1816), et Marie Fleurie Alexandrine, le 2 octobre 1781.
Est attestée l'attribution d'une pension de 200 livres au profit de Marie Fleurie Alexandrine faite à Versailles le 11 juin 1789, portant la signature royale «Louis», contresignée par le conseiller César Henri de La Luzerne.
Jean-Baptiste de Cacqueray gère le manoir de la famille d'Aché situé non loin de Gournay-en-Bray. Outre Jeanne-Louise et ses deux filles, dont l'aînée Louise est la fiancée de Jean-Baptiste (mariage en 1805), on trouve aussi la grand'mère de quatre-vingts ans passés.

### Carrière d'officier de marine
Neveu d'Anne-Antoine Aché de Serquigny, il entre à l’École de marine du Havre en février 1774 et devient garde-marine (mai 1777).
Il est enseigne de vaisseau en mai 1778 et combat à Ouessant sur le Dauphin Royal. Plus tard, on le retrouve sur le vaisseau le Zodiaque aux "trois combats de Monsieur Guichen" contre Rodney aux Antilles (les 17 avril, 15 & 19 mai 1780).
Un brevet de grenadier du corps royal d'infanterie lui est accordé le 1er juin 1780 à Versailles, portant la signature royale «Louis».
En 1781, il embarque sur la Ville de Paris dans l'escadre de de Grasse et assiste aux deux batailles de Fort-Royal et de la baie de Chesapeake et, en 1782, la bataille de Saint-Christophe, en janvier. Cette même année, il commande Le Clairvoyant à la bataille des Saintes en avril.
Il est breveté lieutenant de vaisseau suivant titre établi le 1er octobre 1784 à Versailles, portant la signature royale «Louis», et au verso la confirmation de la nomination signée par Louis-Alexandre de Bourbon, duc de Penthièvre.
Une autorisation royale de congé de 6 mois avec solde est établie à son profit le 30 septembre 1787 à Versailles et portant la signature royale «Louis».
Le lieutenant de vaisseau vicomte d'Aché commande la corvette de 16 le Maréchal de Castries de la station navale des îles du Vent (Martinique) en 1792.

### Activités pendant la Révolution
La Révolution en France métropolitaine fait de lui un émigré. Il survit, en tant qu'officier du régiment Hector, à l'expédition de Quiberon.
Des traces éparses permettent difficilement de le suivre après 1795, cependant, on comprend qu'il émigre avec Charles-Joseph Mascarennes de Rivière dans les colonies espagnoles d'Amérique.
- un laissez-passer lui est établi le 24 décembre 1797, signé Louis par le futur Louis XVIII.
- un brevet de lieutenant-colonel d'infanterie est établi le 20 février 1798 à Édimbourg et signé par Charles-Philippe de France, le comte d'Artois, futur Charles X.

Contre-révolutionnaire très actif, il est recherché diligemment par la police du Consulat puis de l'Empire, car il tente de soulever la Normandie.
En 1799, lors du coup d'État du 18 Brumaire an VIII, Bonaparte, premier Consul, se débarrasse du Directoire et impose une constitution autoritaire. Les administrations communales sont rétablies ; les arrondissements sont créés…Sous le Consulat, le manoir de d'Aché à Saint-Clair aurait servi de gîte d'étape à Cadoudal et aux conjurés…
Il revient en France avant Noël 1800, sous le nom de Beaumont, pour participer au complot de Cadoudal. Georges arrêté, Robert d’Aché, sous le nouveau nom de Deslorières, se cache à Aubevoye (Eure), au château de Tournebut, propriété de sa parente, la dame de Combray. Il y reste une dizaine de mois avant de chercher de nouveaux gîtes dans la région.
Au début de 1804, il est en relation avec son futur gendre Jean-Baptiste de Cacqueray de Lorme.
- Jean-Baptiste de Cacqueray : émigré, de retour en France en 1797 pour être dans la chouannerie bas-normande jusqu'en 1801; capitaine de la division chouanne de Louviers, son nom de guerre est Gusman  et se trouve promu capitaine adjudant major aux ordres de Georges Cadoudal, à un moment où est éventé un ultime projet tourné contre l'Empereur. L'enquête de la police de Fouché lui vaut d'être arrêté le 19 février 1804 pour complot, et relâché en juillet 1804.

Au printemps 1806, franchissant la Manche au départ des côtes du Calvados (Montfiquet) à bord de son canot, il négocie pendant un trimestre à Londres avec le chef de cabinet du comte de Lille, Alexandre François Marie Le Filleul, comte de La Chapelle, marquis de Montreuil. Il s'agit de mettre sur pied une vaste opération ayant pour dessein le débarquement du roi et la marche sur la capitale. Il refait voile vers les rivages normands afin d’organiser sur le papier ses légions imaginaires avec la conviction que les Anglais, secondés par les Russes et les Suédois, s’apprêtent pour le début de l’année 1807 à débarquer sur les côtes de Cotentin et du Calvados. À lui revient la tâche chimérique de lever une armée chouanne dans l’arrière pays.
Le débarquement n’eut jamais lieu et les rares bandes levées n’eurent guère le temps de faire parler la poudre. L’affaire du Quesnay (juin 1807) à l'instigation d'Armand-Victor Le Chevalier, amant de Caroline de Combray, fait tomber bien des têtes, et quantité d'autres Chouans quittent la France pour l’Angleterre. La conclusion du procès vaut la mort par contumace du vicomte d'Aché par arrêt du 30 mars 1809.
Gagner l'Angleterre : c’est ce que comptait faire d’Aché avant le guet-apens de Luc-sur-Mer où il périt le 8 septembre 1809.
Il meurt assassiné dans des conditions mal élucidées : on retrouve son corps le 9 septembre matin, gisant dans la campagne de Luc-sur-Mer, les mains liées dans le dos, le crâne fracassé à coups de crosse, le ventre labouré par sa propre canne épée et percé de trois balles…
Sont attestées deux attributions d'une pension de 750 livres respectivement à Louise Renée et à Marie Fleurie Alexandrine, établies le 1er mars 1816 à Paris et signées «Louis» pour le roi Louis XVIII.